# Alexandre Ségé
Alexandre Ségé, né le 15 juin 1819 à Paris et mort le 24 octobre 1885 à Coubron (Seine-Saint-Denis), est un peintre et graveur français.

## Biographie
Alexandre Ségé est l'élève de Léon Cogniet et de Camille Flers aux Beaux-Arts de Paris. 
D'abord portraitiste et peintre d’histoire, il se consacre ensuite à la peinture de paysage avec des sujets d'inspiration beauceronne, bretonne, corse ou du Pas-de-Calais.
À l'instar d'un Chintreuil, il compose de vastes étendues aux horizons lointains en explorant le rapport entre l’humain et la nature. Maïté Valllès-Bled, conservatrice du musée des Beaux-Arts de Chartres, indique que « Les personnages n'occupent qu'une place très limitée dans l'organisation de ses paysages... soulignant seulement l'échelle des immenses panoramas largement ouverts sur la surface de la toile. ». 
Il a exposé au Salon à partir de 1844. Il y obtient une médaille en 1869, de 2e classe en 1873 et de 3e classe en 1878.
Alexandre Ségé est nommé chevalier de la Légion d'honneur en 1874.

## Œuvres

### Œuvres dans les collections publiques
- Chartres, musée des Beaux-Arts :
  - Une ferme à Ouerray, 1844, huile sur toile 33 × 46 cm[2] ;
  - Les chênes de Kertrégonnec, Salon de 1870, huile sur toile, 135 × 204 cm ;
  - Les Ajoncs en fleurs. Côtes du Nord, huile sur toile 195 × 202 cm, Salon de 1876, dépôt du musée du Louvre (inv. RF 556)[5] ;
  - En pays chartrain, Salon des artistes français de 1884[6],[7], huile sur toile 136 × 204 cm[2] ;
  - Scène de labour en Beauce, 2e moitié du XIXe siècle, huile sur toile.

- Paris, musée du Louvre :
  - Paysage : côte rocheuse, dessin[8] ;
  - Rochers au cap Fréhel, dessin[9] ;
  - Rochers, dessin[10].

- Quimper, musée des Beaux-Arts : La Vallée de Ploukermeur. Montagnes d'Arrée, 1883, huile sur toile[3].

- Reims, Musée des Beaux-Arts de Rennes : Terrassements du fort de Vaujours, huile sur toile[11].

- Rennes, musée des Beaux-Arts : Les Pins de Plédéliac, 1873, huile sur toile[12].

### Ventes aux enchères
- La vallée de Courtry (Seine-et-Marne), huile sur toile, 131,5 × 200,7 cm, vers 1879, vendu par Christie's en 2020 13 750 livres sterling[13].

### Œuvres exposées au Salon
- 1844 : Intérieur de ferme à Voiray (environs de Chartres) ; Vue prise à Aumale (Normandie).
- 1845 : Vue prise aux bords du Prunell au fond des gorges de Bastelica (Corse).
- 1846 : Pâtres corses jouant aux cartes, vue prise sur les hauteurs d'Ajaccio ; Vue prise sur les bords du Taravo (Corse) ; Souvenir du golfe de Sayona (Corse).
- 1847 : Paysage, vue prise dans la Piana (Corse).
- 1848  : Vue prise aux environs du Loc-Ronon (Finistère) ; Vue prise dans les gorges de Monte-Rotondo (Corse).
- 1850 : Haltes de bohémiens, vue prise dans les sables d'Étaples (Pas-de-Calais) ; Le Soir, vue prise dans le Finistère ; Vue prise à Lafault (Pas-de-Calais).
- [Quand ?] : Le Canot de Gaston dans les îles d'Herblay (Seine-et-Oise) ; Dunes de Camiers (Pas-de-Calais) ; Un soir d'automene dans la Castagniccia (Corse).
- 1853 : Le Repos, Finistère ; Barques napolitaines sur les côtes de Corse ; Une gelée en mars, environs de Paris.
- 1855 : Dans la Vallée Egérie, environs de Rome.
- 1857 : Château de Plessis-Brion (Oise) ; Près la station Thourotte (Oise) ; Une matinée au bord de l'Oise ; Lisière de la forêt de l'Aigues (Oise).
- 1859 : Chardons en graines près de Conflans-Sainte-Honorine ; Les Fils d'automne, été de la Saint-Martin ; Un matin au bord de l'Oise ; Un doublé de lièvres à Thourotte (Oise).
- 1861 : Après une pluie de juin, chemin de traverse de Notre-Dame de Montmeillant à Senlis, Oise ; Le Renouveau, vallon des Ephaloises ; Mars, peupliers en fleurs ; Octobre, bords de l'Oise, eaux-fortes.
- 1864 : Une ravine dans le pays de Caux ; Un moulin dans les dunes d'Étaples ; Dans les Abruzzes, eau-forte ; Dans le Pas-de-Calais, eau-forte.
- 1865 : Rives de la Canche à Hénocq, après l'orage ; Rives de la Canche à Étaples par un temps de brume ; Moulin dans le Pas-de-Calais, eau-forte ; Rives de la Canche à Étaples, eau-forte.
- 1866 : Chemin vers le cap Fréhel (Bretagne) ; Les Pointes de Lingloire, côtes de Bretagne ; Les Dunes de Mirlimont (Pas-de-Calais), eau-forte.
- 1867 : Les Bruyères de Planguenouhal (Baie de Saint-Brieuc) ; Les Domaines de la Pieuvre, côtes de Bretagne.
- 1868 : Le Pont Renan (Côtes-du-Nord) ; Les Rochers de Piégut (Côtes-du-Nord).
- 1869 : L'Orme de Vaumadeu (Côtes-du-Nord) ; La Crevasse de Karoual (Côtes-du-Nord).
- 1870 : Les Chênes de Kertrégonnec (Finistère), réexposé en 1878 ; Sur le cap Fréhel, vue du fort Lalatte et des Côtes-du-Nord jusqu'à Saint-Malo.
- 1872 : Le Ruisseau de Péhouët ; La Beauce.
- 1873 : Les Pins de Pledhéliac (Côtes-du-Nord) ; Au Righi (Suisse).
- 1874 : Un matin dans les Alpes ; La Ferme de Karonal, Côtes-du-Nord.
- 1875 : Les Chaumes (Eure-et-Loir), ré-exposé en 1878.
- 1876 : Les Ajoncs en fleurs (Côtes-du-Nord).
- 1877 : La Rivière de Lézardrieu (Côtes-du-Nord).
- 1878 : Le Chemin vert (Seine-et-Marne).
- 1879 : La Vallée de Courtry (Seine-et-Marne).
- 1880 : Les Champs à Coubron (Seine-et-Oise).
- 1881 : L'Épine d'Antoigny (Orne).
- 1882 : Les Châtaigniers de Beauvoir (Loiret).

### Expositions
- Musée des Beaux-Arts de Chartres, du 6 juin au 20 septembre 2020[4].

Œuvres d'Alexandre Ségé
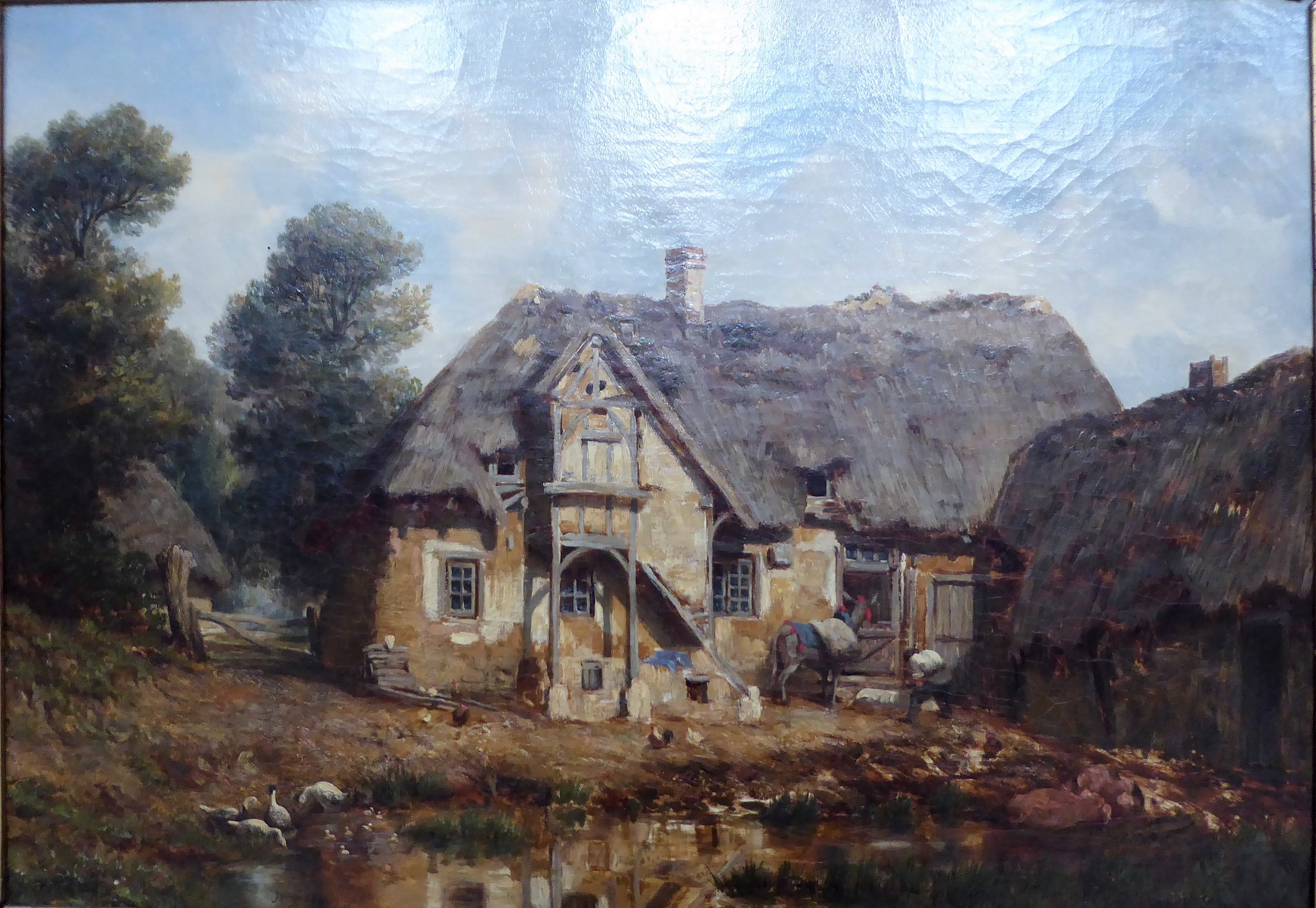
Une ferme à Ouerray (1844), 33 × 46 cm, musée des Beaux-Arts de Chartres.
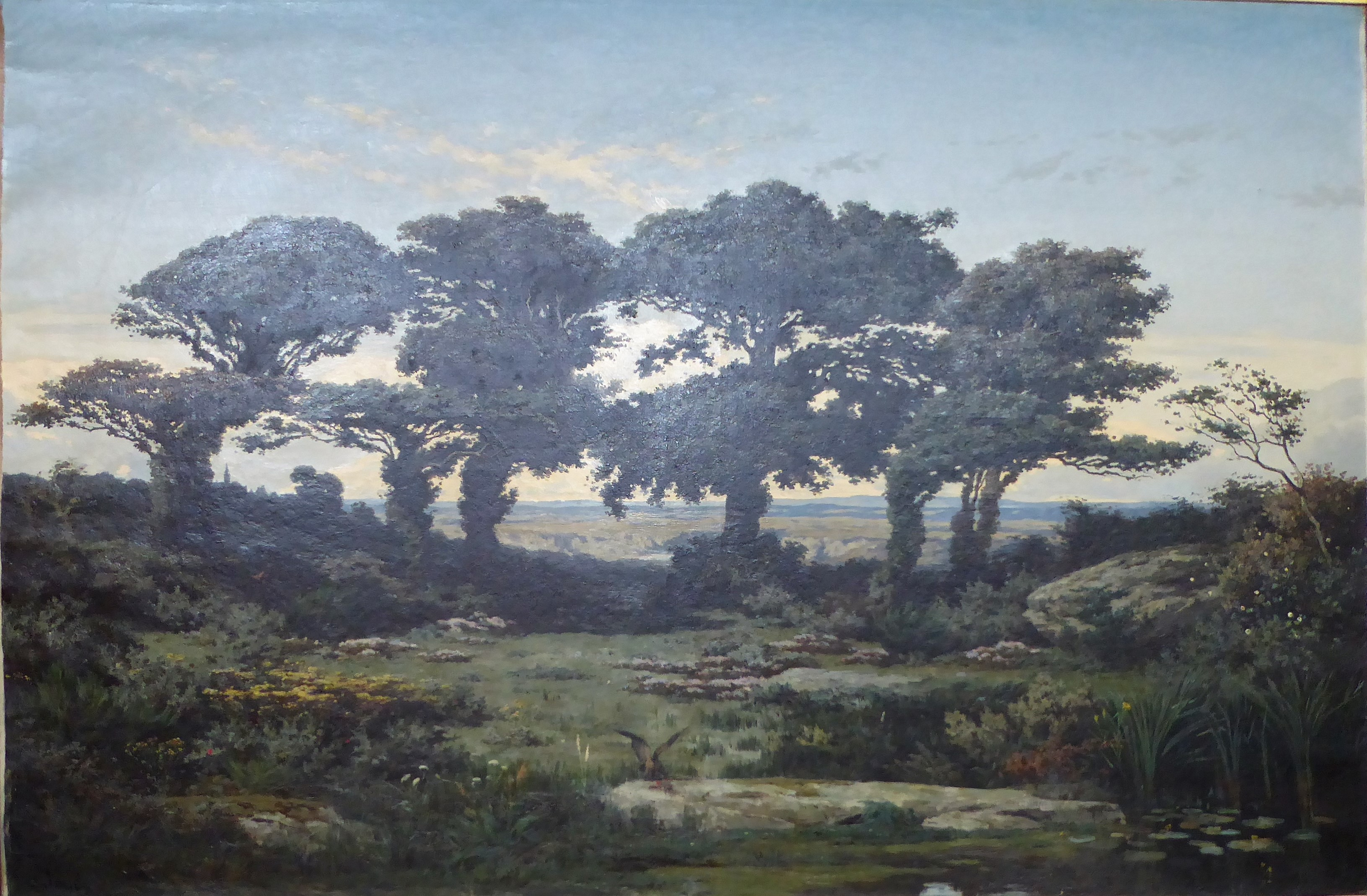
Les chênes de Kertrégonnec (1870), musée des Beaux-Arts de Chartres.
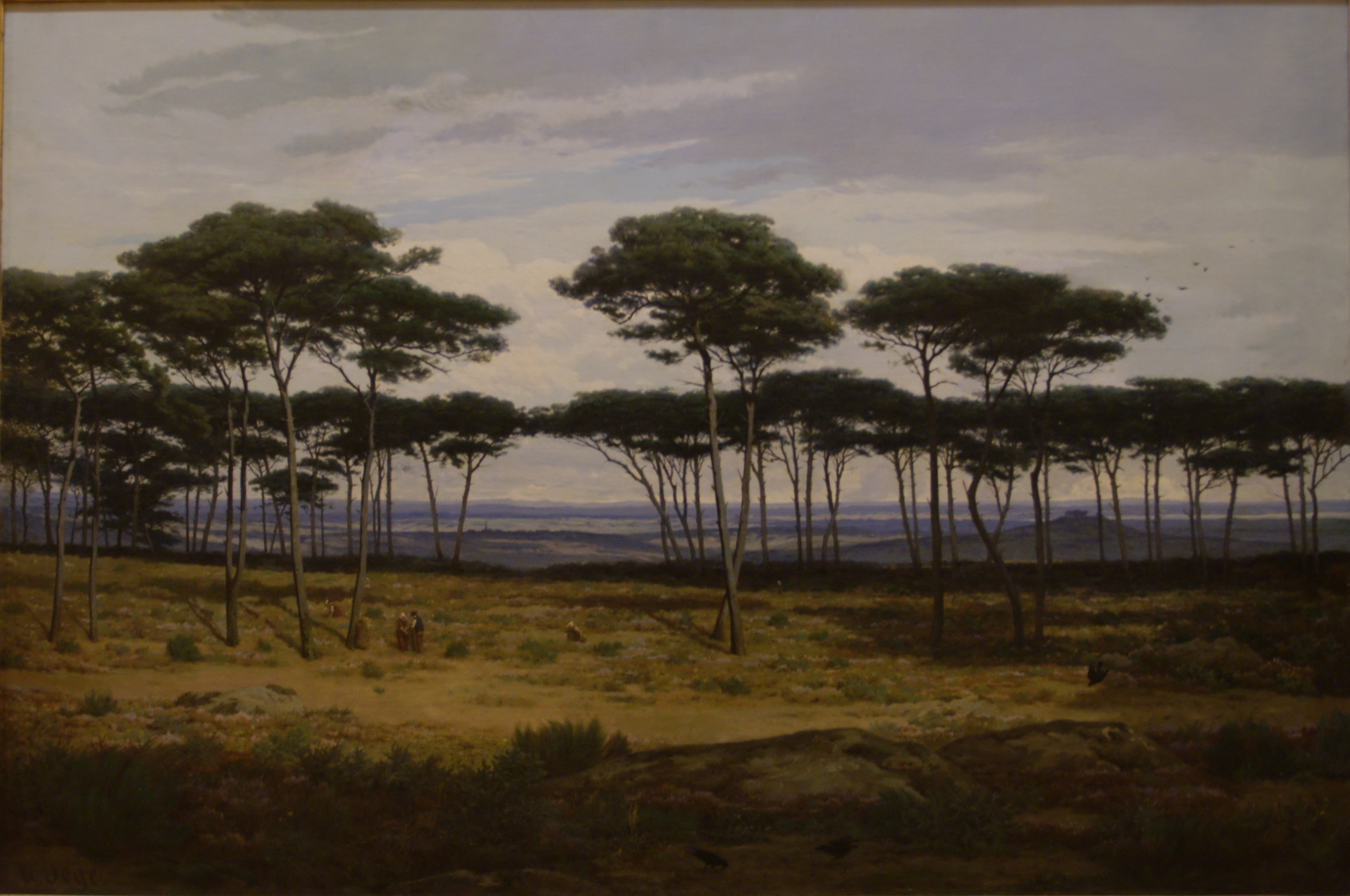
Les Pins de Plédéliac (1873), musée des Beaux-Arts de Rennes.
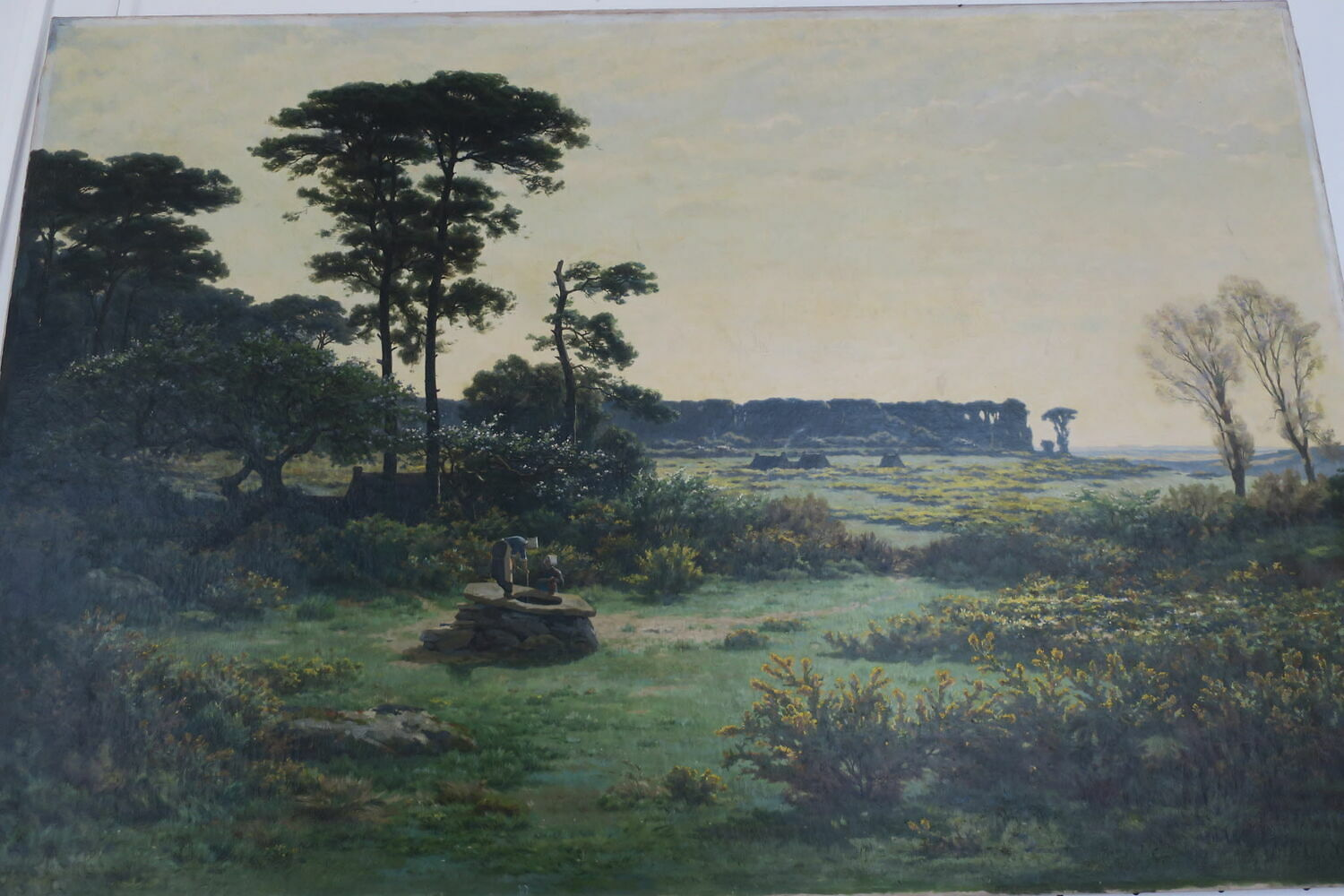
Les Ajoncs en fleurs. Côtes du Nord (Salon de 1876), musée des Beaux-Arts de Chartres.
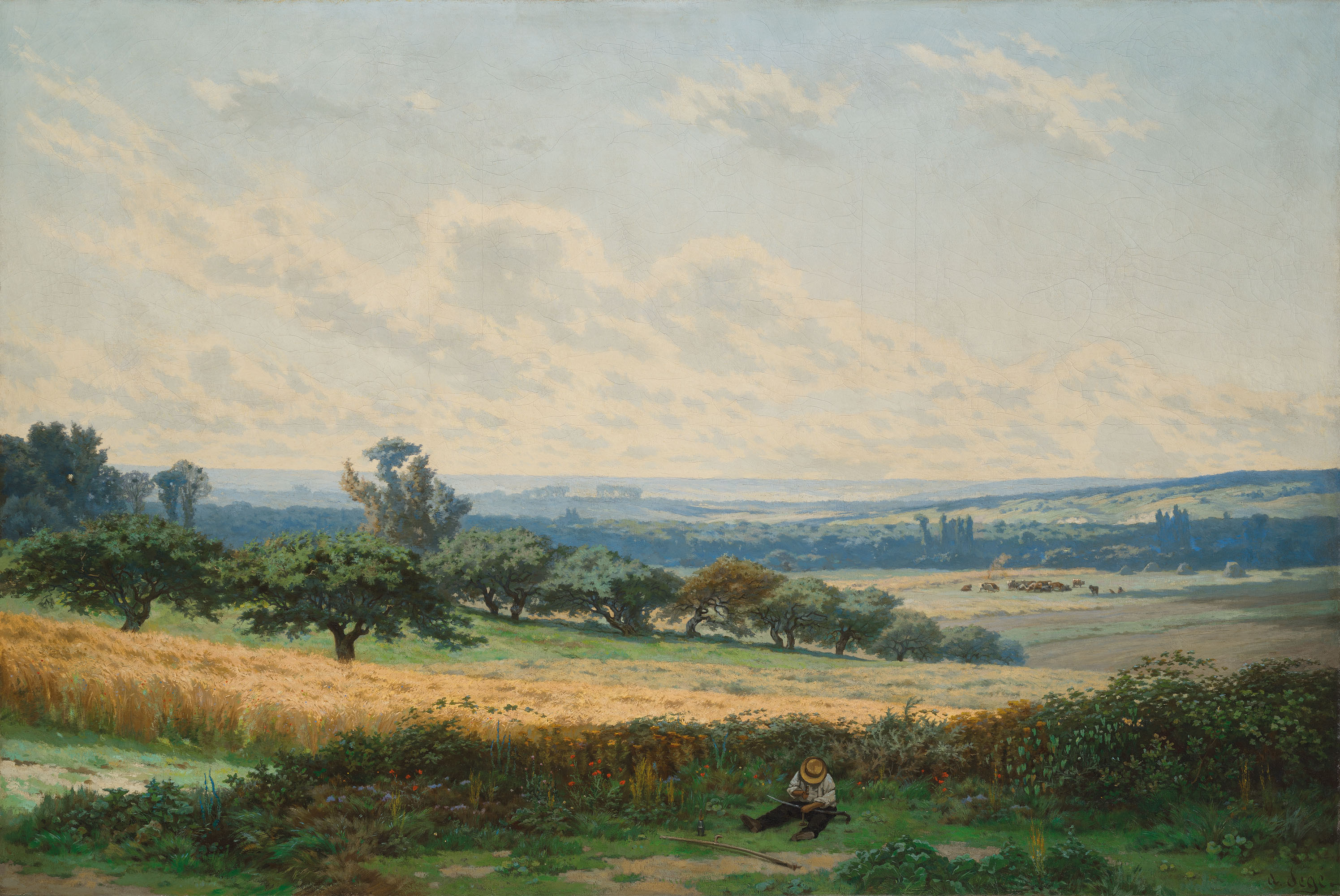
La vallée de Courtry (Seine-et-Marne) (vers 1879), collection privée.
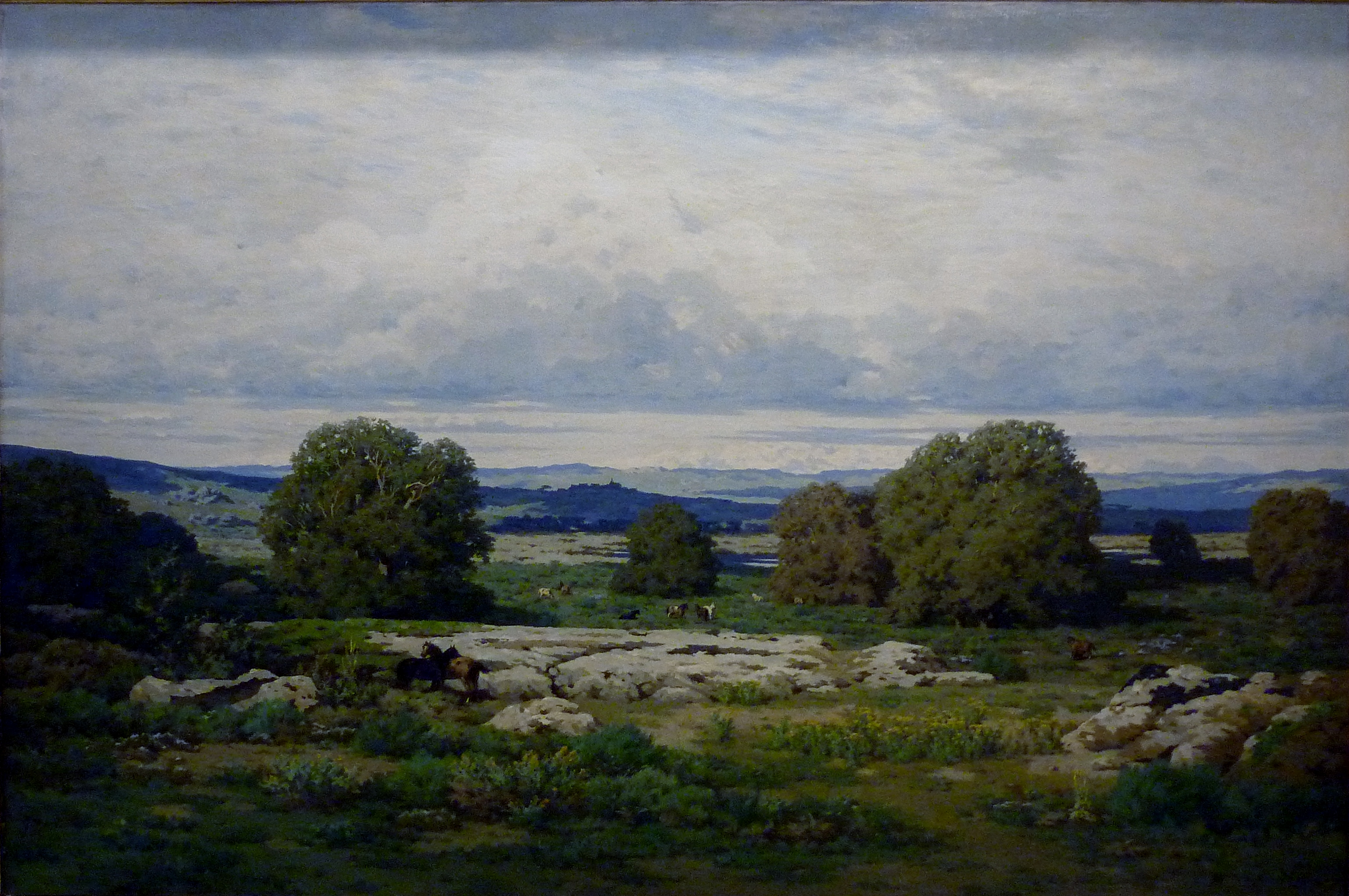
La Vallée de Ploukermeur. Montagnes d'Arrée. vers 1883, musée des Beaux-Arts de Quimper.
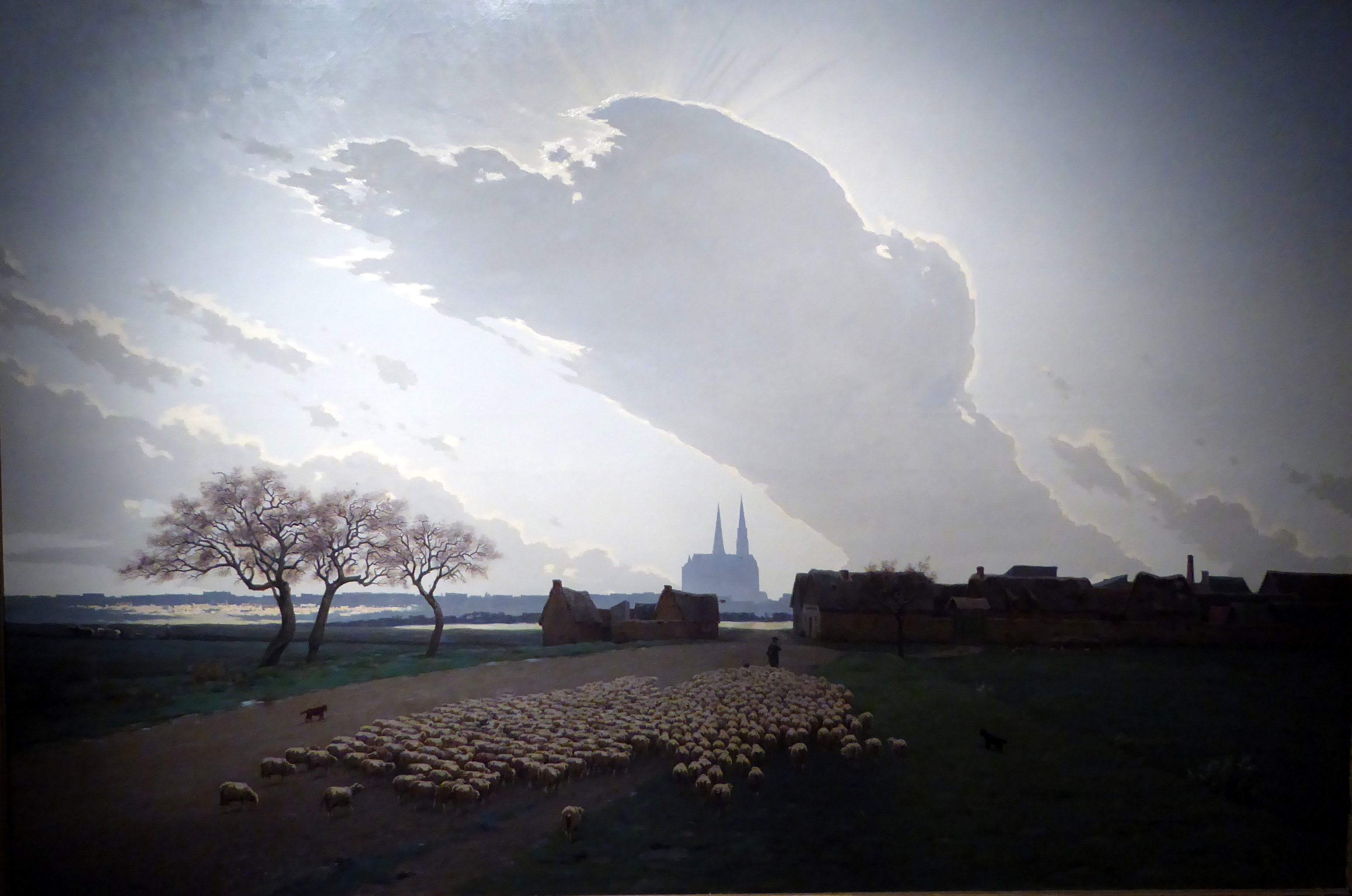
En pays chartrain (Salon de 1884), 136 × 204 cm, musée des Beaux-Arts de Chartres.
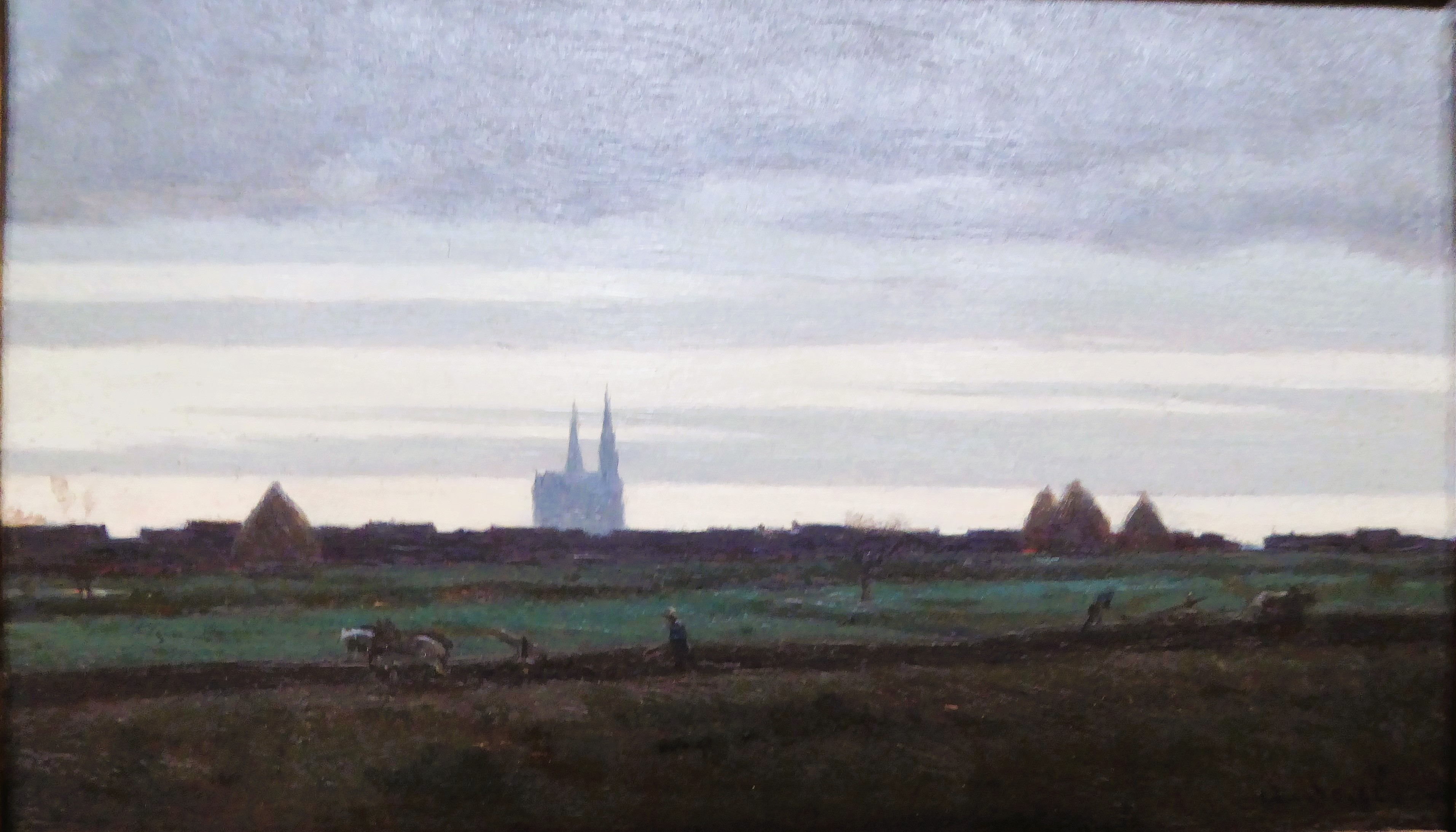
Scène de labours en Beauce, (2e moitié du XIXe siècle), musée des Beaux-Arts de Chartres.